# 5761 Andreivanov
5761 Andreivanov eller 1981 ED21 är en asteroid i huvudbältet som upptäcktes den 2 mars 1981 av den amerikanska astronomen Schelte J. Bus vid Siding Spring-observatoriet. Den är uppkallad efter den ryske astronomen Andrej Valerjevitj Ivanov (1937–2016).